# Akio Kogiku
Akio Kogiku (japanisch 小菊 昭雄 Kogiku Akio; * 7. Juli 1975 in der Präfektur Hyōgo) ist ein japanischer Fußballtrainer.

## Karriere
Akio Kogiku steht seit 1998 bei Cerezo Osaka in Osaka unter Vertrag. Hier war er als Trainer der U18-Mannschaft, als Scout sowie als Co-Trainer der ersten Mannschaft tätig. Am 26. August 2021 übernahm er das Amt des Cheftrainers bei Cerezo. Hier löste er den Brasilianer Levir Culpi ab. Der Verein spielt in der ersten japanischen Liga, der J1 League.